# Saint-Antoine-de-Tilly
Saint-Antoine-de-Tilly es un municipio canadiense situado en la provincia de Quebec.

## Superficie
Saint-Antoine-de-Tilly tiene una superficie de 59,95 km².

## Demografía
En 2021, tenía 1682 habitantes, una densidad poblacional de 28,1 hab./km², y 853 viviendas.